# 男女7人夏物語
『男女7人夏物語』（だんじょしちにんなつものがたり）は、1986年7月25日から同年9月26日にかけて、TBS系列で毎週金曜日21:00 - 21:54（JST）に放送されたテレビドラマである。

## 概要
明石家さんまと大竹しのぶを引き合わせ、後に結婚（IMALU誕生、その後離婚）に至った。さんまと大竹の掛け合いの面白さが話題となり、最高視聴率は31%を越え、続編『男女7人秋物語』も制作された。トレンディドラマの元祖であるとも言われる。

## あらすじ
旅行代理店ツアーコンダクター・今井良介が朝起きるとベッドに知らない女が寝ていた。その女を起こさないようにベランダに出て、友人である野上君章に電話をかけるところから物語は始まる。酔って記憶をなくした彼は昨夜、初対面で意気投合した神崎桃子を部屋に泊めていたのだが、桃子にも記憶がなく、目を覚ますなり一悶着となる。
ライターの桃子は、女友達のためにビヤホールで合コンを開く。参加したのは沢田香里、浅倉千明、椎名美和子。男性陣は桃子が取材で出会った大沢貞九郎とその友人野上君章、そして良介。男女7人の出会いはそれぞれの恋物語となっていく。
良介と桃子の再会、君章にのめりこむ香里、両親の不仲の影響で女性を真剣に愛せない君章。そして香里を心配しながらも君章と同じ傷を持つ千明。その千明の孤独を心配する貞九郎。会えば喧嘩ばかりしている良介と桃子。それは近所のスーパーでも食堂でもコインランドリーでも、さまざまな場で繰り返されるが、驚くほど2人の好みはそっくりだった。
不器用な千明は良介の明るさと、人に対する肯定的な思いに惹かれる。やがて2人は一夜を共にするが、香港ツアーで日本を離れた良介は帰国して違和感に気づく。「彼女はかわいそうな子なんだぞ」君章に言われた良介は言うのだった。「一番好きな人が誰なんか、やっとわかったんや」。嵐の夜、良介が桃子に告白したのがきっかけで、二人は結ばれる。
けれど桃子にはアメリカ行きの話が持ち上がる。彼女の夢であるノンフィクションライターになることが叶うのだ。2人が離れてはだめだという千明の強い制止が桃子を迷わせるが、良介は彼女の背中を押すのだった。「行って来い。待っててやる」。
一方、君章のつれなさにさんざん悩まされた香里はしたたかさを身につけていく。妊娠したといって彼に迫る同僚の女性の嘘を暴いて彼を助け、自分は君章の前に素敵な男性と共に現れる。君章は香里を抱きしめ、はじめて愛を誓うのだった。ひとりぼっちになった千明には貞九郎の存在が何よりの支えだった。栄転が決まった彼を「行かないでよ、貞ちゃん。あたし、貞ちゃんを好きになる」と千明は止める。
桃子の歓送会には幸せそうな君章と香里、お見合いで結婚が決まって嬉しそうな美和子、そしてお揃いのエプロンをした千明と貞九郎の姿があった。桃子がアメリカに発つその日。良介の励ましで背筋を伸ばし、空港でちょっぴり強引なキスをして桃子は日本を発った。

## キャスト
今井良介
演 - 明石家さんま
職業はツアーコンダクターで世界中を飛び回っている。年は30を過ぎている。関西弁で話す。貞九郎・君章とは大学のボクシング同好会で出会った友人。
酔った桃子を自宅マンションに連れ帰り、翌朝大喧嘩になるが、貞九郎・君章についていった合コンで桃子と再会。以来、顔をあわせれば口ゲンカする仲になる。千明に告白されつきあいはじめるが、やがて自分の本当の気持ちに向き合う。
神崎桃子
演 - 大竹しのぶ
職業は雑誌ライター。27歳。社会派ノンフィクションライターになるのが夢。千明・香里・美和子とは自動車のイメージガール「ダイヤモンドガール」を務めて以来のつきあい。仕事や友人たちに恵まれているが、香里たちと約束したコンサートのチケットを預かったまま忘れて別の仕事に出るなど抜けた面もあり「脳の中に棚がひとつしかない」と言われる。千明からは「仕事よりお嫁さんになったほうがいい」と言われている。良介とは最悪の出会い方をしたが、マンションが川向うにあることもあって、定食屋やコインランドリーで顔をあわせることが多く、そのたび口うるさく絡んでいる。
浅倉千明
演 - 池上季実子
職業は為替ディーラー。桃子・香里・美和子の友人。生真面目でしっかりした性格で友人達の中ではお姉さん的存在。両親が不仲の家庭で育ち、心に傷を抱えている。自宅は広いベランダ付きのマンションで、しばしば桃子たちが遊びに来る。
貞九郎を弟扱いしてたびたび食事に誘うが、意を決して良介に告白してつきあいはじめる。良介と桃子の気持ちを知ってからは、二人が素直になれずすれ違っていることを咎めるようになる。最終話では盛岡行きが決まった貞九郎に「行かないで」と告白。自宅で桃子の送別会を開き、貞九郎と揃いのエプロンで料理を準備していた。
大沢貞九郎
演 - 片岡鶴太郎
結婚式場に勤務。良介・君章の友人で良介とは同い年。仕事も良く出来て、人柄も悪くはないのだが、容姿の影響から女性陣から三枚目扱いされてしまう。さらに同棲していた女性に逃げられてからは恋愛に卑屈になっている。
料理が得意でよく良介のマンションで良介・君章に手料理をふるまっている。
合コンのあと、千明に食事に誘われ舞い上がるが、弟扱いされていじける。その後盛岡に栄転が決まり、千明からも告白された。
沢田香里
演 - 賀来千香子
職業は照明デザイナー。桃子・千明・美和子の友人。恋愛に依存しやすく既婚者と不倫していた。別れてからは君章とつきあいはじめるが、他人に心を開かない彼に苦しむ。
君章が前の恋人から妊娠したと迫られていると聞くと、直接会って虚偽であることを確かめ、君章の前には他の男といるところを見せつける。破局寸前だったが最終話でよりを戻す。
椎名美和子
演 - 小川みどり
職業は西武球場のウグイス嬢。桃子・千明・香里の友人。明るい性格だが、合コンでまだ面識の間もない貞九郎をからかうなどデリカシーに欠けている面がある。7人の仲で唯一恋愛沙汰に絡まず、お見合いで結婚相手を探している。最終話で結婚が決まり披露宴のことを貞九郎に相談していた。
野上君章
演 - 奥田瑛二
商社勤務。良介・貞九郎の友人。1浪1留しているため良介・貞九郎より2歳年上。容姿が良く社交的な性格で、女に次々手を出すプレイボーイ。中学生のとき両親が離婚し母親と暮らしているが、この時の経験から女性と深く付き合えない。桃子たちとの合コンでは一番モテており、その日キスした香里と交際するようになる。香里の思いが負担になり逃げ腰になったこともあったが、良介の忠告を受け、彼女の思いを受け止めた。良介が千明と桃子の間で揺れ動いていた際には「あの子(千明)はかわいそうな子なんだぞ」と千明の心情を思いやり、良介の態度を注意するという一面もある。
浅倉紀子
演 - 大沢逸美
千明の妹。
コインランドリーの客
演 - 横内直人
大学の体育会所属。桃子と良介がコインランドリーを利用している際に来店した男性客。持参したラジカセで石川さゆりの「天城越え」を大音量で聞いて、その場に居合わせた桃子や良介に絡むなど威圧的な態度を取る。その後良介の機転により、バツが悪くなったのか店から退散した。2・7・10話に登場。秋物語にも登場している。
世津子
演 - 高倉美貴
8話に登場。野上の会社に勤めている通称「ミス人事」。過去に野上と関係があったらしくそのことをネタに結婚を迫る。
今井千歳
演 - 加賀まりこ
9話に登場。良介の兄嫁。年齢は40。良介の相手は亜紀子がふさわしいと考え、上京して良介を説得しようとしたが、良介の桃子への思いを知ってからは良介と桃子の関係を応援する。
神崎徳治
演 - 早崎文司
9話に登場。桃子の父。校長を定年になり現在教育委員会に勤めている。大学の同窓会で東京に出てきて桃子の部屋を訪ねる。厳格な性格で、桃子が良介と交際する事を快く思っていない。
出口明美
演 - 井原千寿子
9話に登場。良介の元恋人。
亜紀子
演 - 円浄順子
9話に登場。良介の幼馴染で「女ターザン」と呼ばれていた。良介の兄嫁・千歳が結婚させようとして東京のレストランで三人で食事をする。

## スタッフ
- 脚本 - 鎌田敏夫
- 音楽 - SHAKATAK
- 演出 - 生野慈朗、清弘誠
- 主題歌 - 石井明美「CHA-CHA-CHA」（CBSソニー）
- プロデューサー - 武敬子、山本典助
- 制作 - テレパック、TBS
  - テレパックは番組上ではT・C・Cとして記していた。これは当時、同じ時間帯に朝日放送のドラマ『女ふたり捜査官』を制作していた為である。

## 放送日程
| 各話                                                       | 放送日        | サブタイトル  | 演出     | 視聴率 |
| ---------------------------------------------------------- | ------------- | ------------- | -------- | ------ |
| 第1回                                                      | 1986年7月25日 | 今晩、おヒマ? | 生野慈朗 | 22.5%  |
| 第2回                                                      | 1986年8月01日 | 接吻          | 生野慈朗 | 22.5%  |
| 第3回                                                      | 1986年8月08日 | 男と女の電話  | 清弘誠   | 16.6%  |
| 第4回                                                      | 1986年8月15日 | 夜の橋        | 生野慈朗 | 17.3%  |
| 第5回                                                      | 1986年8月22日 | あなたが好き  | 清弘誠   | 22.6%  |
| 第6回                                                      | 1986年8月29日 | 隣りの席      | 生野慈朗 | 24.4%  |
| 第7回                                                      | 1986年9月05日 | 嵐の日        | 生野慈朗 | 25.9%  |
| 第8回                                                      | 1986年9月12日 | こころの傷    | 清弘誠   | 29.0%  |
| 第9回                                                      | 1986年9月19日 | 笑うな!       | 清弘誠   | 29.4%  |
| 最終回                                                     | 1986年9月26日 | Yes or No     | 生野慈朗 | 31.7%  |
| 平均視聴率 24.2%（視聴率は関東地区・ビデオリサーチ社調べ） |               |               |          |        |

## 特別番組
- 「男女７人夏物語 評判編 生放送だよ！さんちゃん・しーちゃんのなんでもトーク」

ドラマ終了後の1987年4月3日に放送された。

## エピソード
- 良介のマンション、桃子のマンションが清洲橋を挟んだ位置にあり、2018年時点でも両マンション共ドラマそのままに存在している[注 2]。
- ドラマ内で、7人がブーツグラス（長靴をかたどったタンブラーグラス）でビールを飲むシーンがあるが、「奥田瑛二の飲み方がカッコいい」と話題になり、以降ブーツグラスでビールを飲むことが若者を中心に流行した[3]。
- 最終話のエンディングは2種類あり、テレビ編で使われたのは桃子が旅立った後、主題歌と共に過去の名場面がフラッシュ的に流れるものだった。もうひとつは、桃子を見送った良介が成田空港内を歩き同業者や社員に向かって挨拶をしている場面を俯瞰的に撮っているものである。前者は本放送やビデオ、DVD版等の通常のドラマ放送で使われており、後者は「さんま・しのぶのなんでもトーク（評判編）」で用いられ、出演者やスタッフロール、主題歌が本編同様に流れている。当最終話の台詞第一声は桃子の「マイケルジャクソン？」である[注 3]。
- 『中居正広の金曜日のスマたちへ』によると、後日放送された「さんま・しのぶのなんでもトーク（評判編）」は生放送であったが、大竹が前夫である服部晴治の余命を医師から聞いた日でもあり、憔悴しきった大竹の顔が画面に映し出されている。直接的な表現はないが会話の節々に「この時は一時間しか寝てなかった」「寝不足だった」という話題が出てきている。そして、服部の死後3か月で『男女7人秋物語』の第1話の撮影に挑んでいる[4]。
- 2022年10月から放映されている創味食品のパスタソース「ハコネーゼ」のテレビCMでは本作品のシーンを題材とした3作品[注 4]が使用されている[5]。

## 他作品への影響
- 1986年9月20日放送の『オレたちひょうきん族』の中で、「パーデンネン版男女7人夏物語」を放送している。正式名は「男女7人夏物話（ばなし）」[6]。本家の第9回と最終回の間に当たる。良介役＝さんま、貞九郎役＝鶴太郎はそのままであったが、野上役を渡辺正行が、桃子役、香里役、千明役を山田邦子が演じている。最後は良介と桃子の父北野武が結ばれハッピーエンドとなる[7]。
- 1987年12月5日放送の『オレたちひょうきん族』の中で、「男女7人冬物語・きのうの続き“裏話”」を放送している[8]。「きのう」とは、秋物語の12月4日放送、第9回「嘘」の回である。作中、村上ショージが石井明美「CHA-CHA-CHA」を口ずさみ、ビートたけしが桃子の父親役を演じている[注 5]。
- 同じ明石家さんまが主演している『心はロンリー気持ちは「…」』シリーズの中では以下のようなパロディが出ている。
  - 1986年9月25日放送のパートIVでは、大竹しのぶと柳葉敏郎が出演している。大竹しのぶは清洲橋桃子役で、清洲橋の上で「大っ嫌い！」と叫ぶシーンがある。ちなみに放映日は夏物語最終回（1986年9月26日）の前日であった。
  - 1987年10月2日のVIでは、賀来千香子が出演。空港の下りエスカレーターで、夏物語最終回の桃子のように手を振りながら降りて行くシーンがある。
  - 1988年5月13日放送のVIIでは、大竹しのぶと岩崎宏美が出演。明石家さんまと関わった恋人同士役が共演している。岩崎宏美は、敬礼のポーズや荒三丸で着ていたジャンパーを羽織っている。
  - 1997年2月21日のXでは、離婚後初めて明石家さんまと大竹しのぶが共演。大竹しのぶは幽霊役で出演している。
- 2015年10月12日放送のテレビ放送開始60周年及び明石家さんま還暦記念の特番『TBSもさんまも60歳 伝説のドラマ&バラエティー全部見せます! 夢共演も大連発』にて共演者が29年ぶり再集結しトークや当時の映像などで振り返るコーナーを放送[9]。
- 2017年4月10日放送の『さんタク』で木村拓哉と共に聖地巡礼と称して清洲橋を訪れた。船の上からさんまは白いマンションを指して「ここに住んでいる設定で、ロケもここで行った。（別方向を指して）桃子のマンションもこっちの方にある」と発言しているが、実際は良介が住んでいたのは隣の茶色いマンションであった。番組内では隅田川が木村拓哉の『ロングバケーション』と、さんまの『男女7人秋物語』のロケ地として紹介されたが、当然『夏物語』のロケ地でもある[10]。